# Попско
Попско (болг. Попско) — село в Болгарии. Находится в Хасковской области, входит в общину Ивайловград. Население составляет 51 человек.

## Политическая ситуация
Попско подчиняется непосредственно общине и не имеет своего кмета.
Кмет (мэр) общины Ивайловград — Стефан Иванов Танев (коалиция партий: Болгарская социалистическая партия, Болгарская социал-демократия, Земледельческий союз Александра Стамболийского, политический клуб «Фракия», объединённый блок труда) по результатам выборов в правление общины.